# غلیگیی
غلیگیی (به انگلیسی: Ghaligay) یک منطقهٔ مسکونی در پاکستان است که در خیبر پختونخوا واقع شده‌است.